# Geoffroy de Beaulieu
Geoffroy de Beaulieu OP (nascut a Évreux - † 1274) fou un biògraf francès que pertanyia a l'Orde de Predicadors.

## Biografia
Provenia d'una família noble. Va ser confessor del rei Lluís IX de França, el seu càrrec li atorgà l'oportunitat de recollir el material necessari per escriure'n la biografia.
El manuscrit de la vida de Sant Lluís que el papa Gregori X va ordenar que escrigués per canonitzar el rei de França es va cosnervar durant uns segles a la biblioteca dels dominics d'Évreux abans que es publiqués el 1617 amb les obres de Jean de Joinville.